# Machik József
Machik József (Pest, 1805. január 27. – Budapest, 1890. augusztus 13.) ügyvéd, műegyetemi tanár.

## Élete
Machik Imre kereskedő és Jahn Terézia (Mária Terézia magyar királynő keresztleánya és Jahn György zoológusnak, a milánói múzeum alapítóigazgatójának húga) fia. Három osztályt a bécsi Theresianumban, az akkor hat osztályú gimnáziumot Pesten végezte, a bölcselet három osztályát ugyanott az egyetemen 1820-tól 1823-ig. Az 1823-25. tanévekben Zágrábban a jogi kétéves tanfolyam bevégzése után az akadémia jogi kara előtt nyilvános vizsgálatot tett és 1825. december 26-án Pozsonyban kelt bizonyítványa szerint a báni tábla jurátusai közé felvétetett és mint táblai jegyző 18 hónapot (1827-1828. augusztus 1-ig) a jogi gyakorlatban töltött. Innen aztán Pest vármegyéhez ment a központi jegyzői hivatalba két havi gyakorlatra. 1828. augusztusától 1829. március 4-ig mint joggyakornok a pesti királyi ítélőtáblánál, míg végre azon év április 2-án a pesti királyi táblánál ügyvédi oklevelet nyert és 1833-tól 1834 júliusáig a királyi jogügyek igazgatóságánál, 1834 augusztusától 1835 szeptemberéig pedig a pesti királyi ügyésznél volt alkalmazva.
Trefort Ágostont, ki gróf Csáky Antalnénál (Cs. Petronella) volt nevelésben, az 1830-as években ő tanította a magyar nyelvre s irodalomra. 1838. október 28-án a zágrábi akadémiához kinevezték a magyar nyelv és irodalom tanárának 500 forint évi fizetéssel. Pauler Tivadar kartársával együtt erélyesen küzdött az akkor fellépett illírizmus ellen; ezért 1842. július 13-án Beszterce vármegye táblabírájának választotta. Mint a horvát és szerb nyelvben is jártas, a magyar kormány magyar cenzornak alkalmazta, kinek kötelessége volt a magyar-államellenes nyilatkozatok kinyomatását, az állam-erkölcsellenes nyomtatványok közlését meggátolni. Ő volt ezért a horvátok előtt a gyűlölt magyarok leggyűlöltebbje, István főh. nádortól azonban e hazafias tettéért elismerő levelet kapott.
Az 1848-as horvátországi lázadás elől Budára költözött. Az 1849-50. iskolai évben a pesti egyetemhez a magyar irodalom helyettes tanárává neveztetvén ki, az 1851. október 6-iki bizonyítvány szerint a bölcseleti kar előtt a magyar irodalomból vizsgálatot állott ki. 1850. szeptember 15-től 1856. októberéig az ipartanodában is a magyar nyelvtant és az ügyirályt adta elő. 1849-50-ben az osztrák abszolút kormány hivatalos rendeleteinek és hirdetéseinek az országos törvény- és kormánylap számára magyarra fordításával volt megbízva. 1856. október 9-én írta folyamodásában a cs. kir. oktatási miniszterhez, hogy az 1851-ben az egyetemhez rendes tanárrá kineveztetése iránti folyamodását intézzék el, mivel a József-ipartanodánál élvezett helyettes tanári évdíját (500 forintot) a budai főreáliskola felállítása által elvesztvén, a zágrábi akadémia jelenleg 800 forint fizetéséből öt neveletlen gyermekét fenntartani nem képes. 1860. október 1-től 1861. július 30-ig a pesti IV. ker. főreáliskolában tanított. 1861. november 9-én a pesti kereskedelmi akadémiához, azon év december 27-én pedig a királyi József-műegyetemhez 1050 forint évi fizetéssel a magyar nyelv és irálytan rendes tanárának neveztetett ki. A műegyetem szervezésénél nagy szolgálatot tett.
Társadalmi életünkben minden nevezetesebb tüneményt megénekelt; a zeneirodalom ápolásához különösen a budai zeneakadémia és dalárda felkérésére német és olasz zeneművek szövegének fordításával hozzájárult. Szabad idejét mint kertész és vadász a budai Farkasvölgyben szerzett kis mezei birtokán töltötte. 1866. január 2-án a királyi természettudományi társulat megválasztotta rendes tagjának. 1873. július 7-én nyugalomba vonult. 1872-ben a műegyetemi dalárda, 1875. október 9-én a budai zeneakadémia és budai dalárda megválasztották tiszteletbeli tagnak. Megemlítendő még, hogy az amerikai artica niveát (ramiégyökér) ő honosította meg nálunk.
Cikkeket írt a 30-as évek elején a Helmeczy Jelenkorába, Társalkodójába (1839. Homer barlangja) és az Athenaeumba (1839. olasz novella ford.); a M. Sajtó (1856. 232. sz.) egy költeményét közölte; a Kerti Gazdaságban (1859. Kerti Mustarda, vagy az éretlen gyümölcs értékesítése Olaszhonban, 1863. A vén fák beültetése, A magyar bor utánzása Némethonban, Külföldi borok utánzása Erfurtban); az Uj M. Múzeumban (1858. Byronból, 1859. Kisérletek Goethe és Uhlandból, 1860. A birtokos ragok alkatrészei a magyar nyelvben); a Falusi Gazda Naptárában (1862. Rivers Tamás cserép- vagy faedényekbeni gyümölcsfatenyésztése üvegben); az Athenaeumban (1874. 50. sz. Attila); a M. Kertésznek rendes munkatársa volt (1864. Rivers Tamás, Gyümölcskertészet cserepekben cz. munkája ford. sat.); a M. Földbe, Pesti Naplóba és Függetlenségbe számos gazdasági, politikai és szépirodalmi czikket írt saját neve és írói álneve alatt; eredeti költeményeinek összege százra tehető; 408 megzenésített műfordításának czímeit Gerlóczy felsorolja; ezek közt van Hartmann Saul cz. nagy oratoriuma, Illés oratoriuma, Éde és Peri, az Évszakok, Prometheus Herder után, Árpád és a királyleány és Odysseus; figyelemre méltók még: Mária, ukraniai beszély Molenszkytől és Attila, szomorújáték Gärtner Vilmostól, melyeket németből fordított.

## Munkái
1. Grammatica hungarica theoretico-practica. Pars prima seu theoretica. Zagrabiae, (1847. A horvát nemzetnek, mint Magyarország kapcsolt részének ajánlja e művét).
2. Irodalmi mutatványok, melyek a magyar nyelvészet s irodalom néhány hallgatóitól a pesti kir. egyetemnél 1850. júl. 18. az egyetem nagy termében előadattatni fognak, mire a nemzeti irodalom barátját illő tisztelettel meghivja ... Tárgysorozat. Pest. (Ugyanaz 1851. július 11-én. Ugyanott.)
3. Gisela. Eine Auswahl von Gedichten der hervorragendsten magyarischen Dichter. Deutsch von ... Uo. 1858. (Nyom. Lipcsében, Arany, b. Eötvös József, Kisfaludy K., Petőfi és Vörösmarty költ. Ism. Magazin für Literatur des Auslandes 1859.)
4. Sagen aus der magyarischen Vorzeit von Alexander Kisfaludy. Deutsch von ... Uo. 1863. (A Somlói vérszüret és Esseghvár.)
5. Irálytan. Különös tekintettel a műegyetemi, kereskedelmi és reáltanodai ifjúság szükségleteire a legtekintélyesebb bel- és külföldi munkák nyomán. Uo. 1864-65. Két rész. (I. Általános és különös rész. II. Kereskedelmi irály.)
6. Kereskedelmi levelező. Kimerítő elméleti és gyakorlati útmutatás jó és helyes kereskedelmi levelek irására, egy kereskedelmi szótárral és phraseologiával. Uo. 1866. (2. rész. Körözvények. Uo. 1869. A kettőnek újabb kiadása. Bpest, 1875.)

Kéziratban: Egy madárhoz és A büszke után, költemények (a m. n. múzeumban).
Nevét Máchiknak is írják.